# Ezuz
Ezuz nebo Micpe Ezuz (hebrejsky עֱזוּז, v oficiálním přepisu do angličtiny Ezuz) je vesnice typu společná osada (jišuv kehilati) v Izraeli, v Jižním distriktu, v Oblastní radě Ramat ha-Negev.

## Geografie
Leží v nadmořské výšce 337 metrů v centrální části pouště Negev. Jde o aridní oblast, ve které jsou jen drobné enklávy zemědělsky využívané půdy v bezprostředním okolí vesnice. Severně od vesnice leží zcela suchá oblast písečných dun Cholot Chaluca. Zdejší krajina má mírně zvlněný terén, který člení četná vádí. Východně od obce je to vádí Nachal Ezuz a Nachal Nicana.
Obec se nachází 61 kilometrů od břehu Středozemního moře, cca 145 kilometrů jihojihozápadně od centra Tel Avivu, cca 130 kilometrů jihozápadně od historického jádra Jeruzalému a 60 kilometrů jihozápadně od města Beerševa. Ezuz obývají Židé, přičemž osídlení v tomto regionu je etnicky převážně židovské.
Ezuz je na dopravní síť napojen pomocí místní komunikace, která severně od osady v prostoru poblíž hraničního přechodu Nicana ústí do lokální silnice 211.

## Dějiny

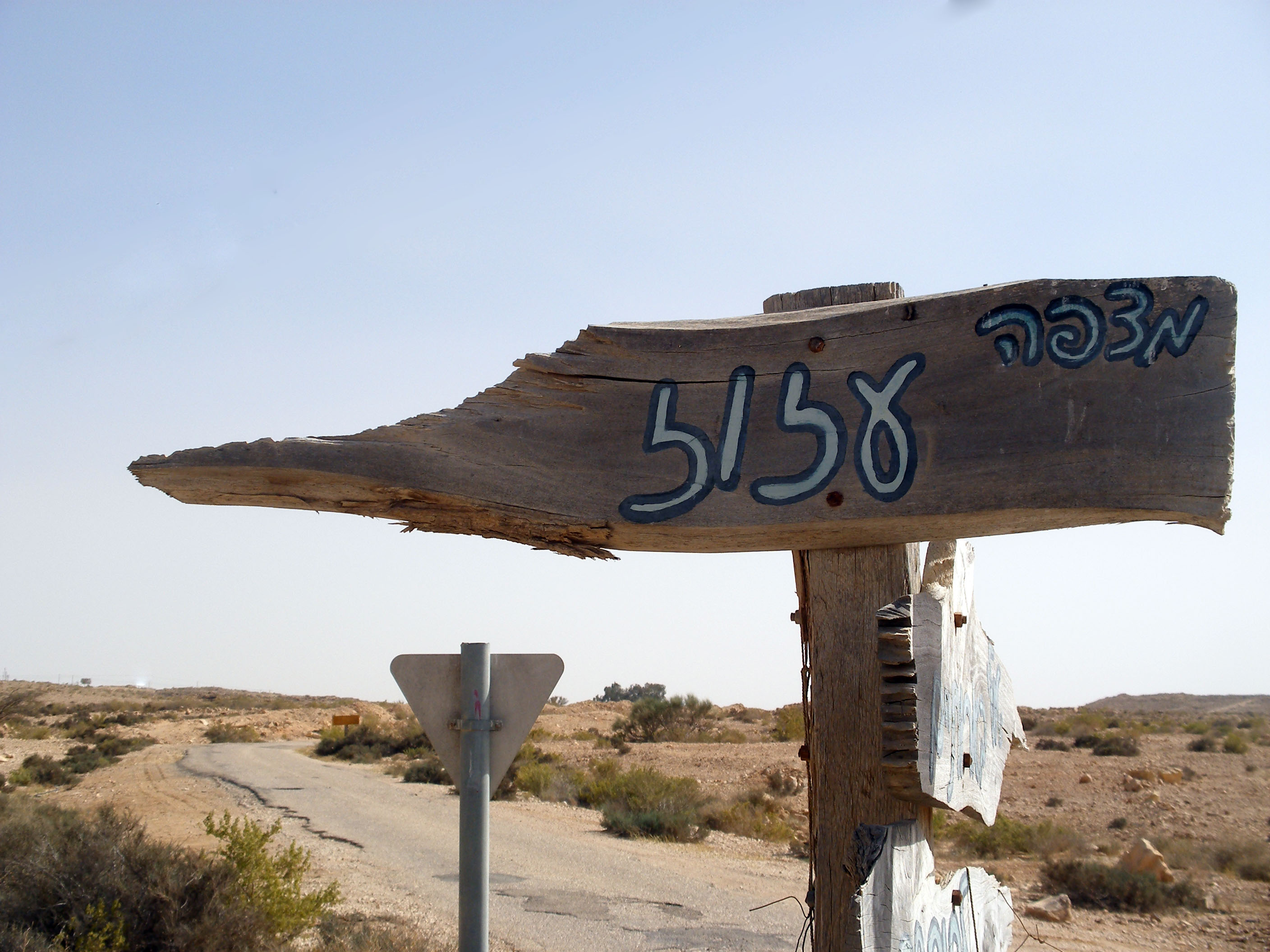
Ukazatel u vjezdu do vesnice Ezuz

Ezuz byl založen v roce 1984. V 50. a 60. letech 20. století se tu nacházel polovojenský opěrný bod jednotek Nachal střežící izraelsko-egyptskou hranici. Po šestidenní válce v roce 1967 byl tento opěrný bod zrušen. Po evakuaci židovských osad na Sinajském poloostrově v důsledku podpisu egyptsko-izraelské mírové smlouvy, kdy Izrael území Sinaje vrátil Egyptu, se tu usadili někteří z vysídlených židovských osadníků a po delších úředních průtazích získali povolení k založení oficiálně uznaného sídla. I pak ale život v osadě měl provizorní charakter, bez většiny inženýrských sítí a infrastruktury. Lokalita je rovněž známa jako Be'erotajim podle dvou starověkých studní (hebrejsky Be'er), ale toto jméno už má jiná vesnice v centrálním Izraeli.
Místní ekonomika je založena na službách a turistickém ruchu. Část obyvatel za prací dojíždí. Vesnice je navržena citlivě k okolní krajině a jsou zde zakázány asfaltové cesty, vícepodlažní domy a výrazné barvy fasád a střešních krytin.

## Demografie
Ještě v roce 2008 evidovaly vládní statistické výkazy Ezuz jako pouhé „místo“ (makom) nikoliv obec. Uvádělo se tu tehdy neoficiálně 35 žijících rodin. Oficiálně jako lokalita s trvalou stálou populací je evidována od roku 2009. K 31. prosinci 2014 zde žilo 74 lidí. Během roku 2014 populace klesla o 1,3 %. Obyvatelstvo v Ezuzu je židovské. Populace je dlouhodobě stagnující.
| Rok            | 2009 | 2010 | 2011 | 2012 | 2013 | 2014 |
| -------------- | ---- | ---- | ---- | ---- | ---- | ---- |
| Počet obyvatel | 77   | 79   | 76   | 77   | 75   | 74   |